# Svartkronad siska
Svartkronad siska (Spinus atriceps) är en fågel i familjen finkar inom ordningen tättingar. Arten förekommer endast i bergstrakter i Guatemala och närliggande Mexiko.

## Utseende och läte
Svartkronad siska är en liten till medelstor (11–13 cm) gröngul fink med tunn näbb och grunt kluven stjärt. Fjäderdräkten är övervägande grönaktig, med svart hjässa och gula vingkanter. Den streckade ungfågeln liknar tallsiska, men har mörk olikt denna hjässa och spetsigare skäraktig näbb. Sången är dåligt känd, en blandning av gnissliga toner, kvitter, sträva elektriska ljud och drillar, påminnande om tallsiskans. Bland lätena hörs nasala "zwee", stigande sträva "zree-ee-ee" och torra "ch-ch-cht".

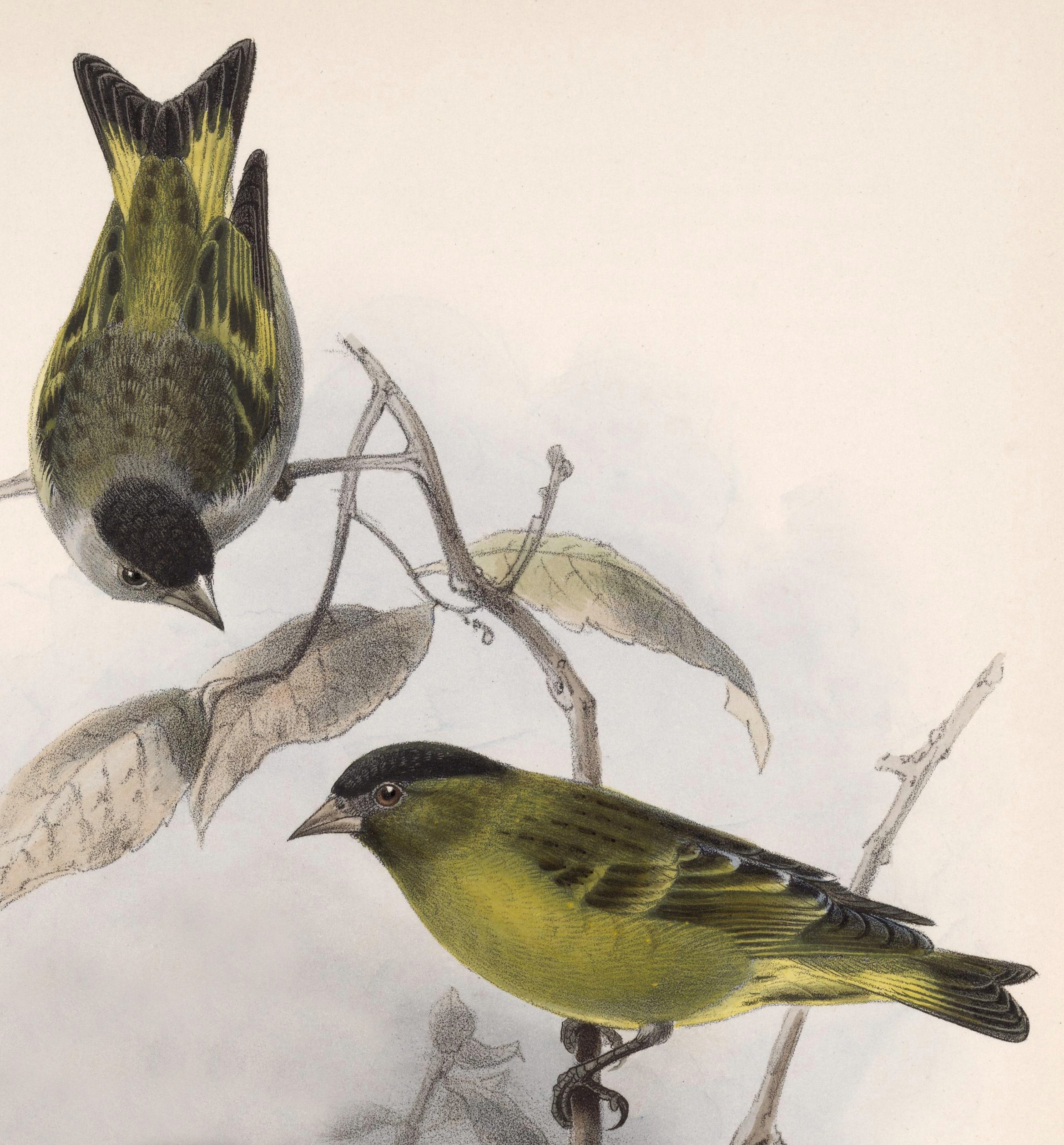

## Utbredning och systematik
Fågeln förekommer i barrskogar i södra Mexiko (Chiapas) och västra Guatemala. Den behandlas som monotypisk, det vill säga att den inte delas in i några underarter. Fågeln är nära släkt med tallsiskan (S. pinus) och hybridiserar där utbredningsområdena möts. Genetiskt står tallsiskans underart perplexus närmare svartkronad siska än övriga underarter, men det kan vara ett utslag av hybridiseringen snarare än att de är egentliga systertaxon.

### Släktestillhörighet
Svartkronad siska placerades tidigare i det stora släktet Carduelis, men genetiska studier visar att det är kraftigt parafyletiskt och att typarten steglitsen snarare är närmare släkt med vissa arter i Serinus. Numera bryts därför svartkronad siska liksom övriga amerikanska siskor samt den europeiska och asiatiska grönsiskan ut ur Carduelis och placeras tillsammans med den asiatiska himalayasiskan (tidigare i Serinus) istället till släktet Spinus.

## Levnadssätt
Svartkronad siska är sparsamt och lokalt förekommande i bergstrakter, vanligen ovan 2000 meters höjd, men ibland ner till 1500 meter över havet. Den föredrar skogar med tall, ek och al och tilliggande öppnare marker. Fågeln ses vanligen i småflockar, födosökande i träd på alkottar och andra träd som bär frukt, ibland även lågt i ogräsmarker, framför allt bland tistlar.

## Status och hot
Svartkronad siska har en rätt liten världspopulation bestående av mellan 20 000 och 50 000 vuxna individer. Den tros också minska i antal, dock inte tillräckligt för att anses vara hotad. Internationella naturvårdsunionen IUCN kategoriserar arten som livskraftig.